# Modern Guilt
Modern Guilt é o décimo primeiro álbum de estúdio do cantor Beck, lançado a 8 de julho de 2008. O disco conta com a participação especial de Cat Power.
O disco vendeu nos Estados Unidos 84 mil cópias na primeira semana. Apesar do sucesso, não consegui igualar a primeira semana de vendas de The Information, que foram de 99 mil cópias.

## Faixas
Todas as músicas por Beck, exceto onde anotado.
1. "Orphans" (vocal de Chan Marshall, baixo de Jason Falkner) – 3:15
2. "Gamma Ray" – 2:56
3. "Chemtrails" (baixo e guitarra de Jason Falkner) – 4:40
4. "Modern Guilt" – 3:14
5. "Youthless" – 2:59
6. "Walls" (vocal de Chan Marshall) (Beck/Danger Mouse/Paul Guiot/Paul Piot) – 2:22
7. "Replica" – 3:25
8. "Soul of a Man" – 2:36
9. "Profanity Prayers" – 3:43
10. "Volcano" – 4:28

## Distinções
| Publicação    | País           | Distinção                 | Ano  | #  |
| ------------- | -------------- | ------------------------- | ---- | -- |
| Q             | Reino Unido    | 50 Melhores Álbuns do Ano | 2008 | 23 |
| Rolling Stone | Estados Unidos | 50 Melhores Álbuns do Ano | 2008 | 8  |
| WERS Boston   | Estados Unidos | 50 Melhores Álbuns do Ano | 2008 | 6  |

## Paradas
| Ano  | Parada              | Posição |
| ---- | ------------------- | ------- |
| 2008 | Billboard 200       | 4       |
| 2008 | Top Canadian Albums | 4       |
| 2008 | Top Internet Albums | 16      |